# 遠城明雄
遠城 明雄（おんじょう あきお、1962年（昭和37年） - ）は、日本の地理学者。九州大学人文科学研究院教授。博士（文学）。専門は人文地理学・都市社会研究で、近代日本の都市空間の形成過程と日常生活の変容に関する研究や現代日本における都心地区の「共同体」の変容に関する研究等を行っている。神奈川県出身。

## 略歴
- 1962年　神奈川県横浜市出身。
- 1987年　金沢大学文学部史学科卒業。
- 1992年　九州大学大学院文学研究科修了。
- 九州大学・東北大学助手等を経て、現在九州大学教授。